# NGC 5385
NGC 5385 – asteryzm znajdujący się w gwiazdozbiorze Małej Niedźwiedzicy. W jego skład wchodzi około 12 gwiazd o jasnościach 11m i słabszych. Odkrył go John Herschel 5 maja 1831 roku.